# Lord Monypenny
Lord Monypenny war ein erblicher britischer Adelstitel in der Peerage of Scotland.

## Verleihungen
Der Titel wurde um 1460 als Lordship of Parliament an William de Monypenny verliehen. Der Titel erlosch um das Jahr 1528, als sein Sohn Alexander Monypenny, 2. Lord Monypenny, ohne männliche Nachkommen starb.

## Liste der Lords Monypenny (1460)
- William Monypenny, 1. Lord Monypenny (um 1411–um 1485)
- Alexander Monypenny, 2. Lord Monypenny († um 1528)